# Apneumonella taitatavetaensis
Espèce
Apneumonella taitatavetaensis est une espèce d'araignées aranéomorphes de la famille des Telemidae.

## Distribution
Cette espèce est endémique du Kenya. Elle se rencontre vers Wundanyi.

## Description
Le mâle holotype mesure 1,06 mm et la femelle paratype 0,98 mm.

## Étymologie
Son nom d'espèce, composé de taitataveta et du suffixe latin -ensis, « qui vit dans, qui habite », lui a été donné en référence au lieu de sa découverte, le district de Taita-Taveta.

## Publication originale
- Song, Zhao, Luo, Kioko, Kioko & Li, 2017 : The first record of Telemidae from Kenya, with the description of two new species (Arachnida, Araneae). ZooKeys, no 725, p. 1-15.